# Burón (kommunhuvudort)
Burón är en kommunhuvudort i Spanien.   Den ligger i provinsen Provincia de León och regionen Kastilien och Leon, i den norra delen av landet, 300 km norr om huvudstaden Madrid. Burón ligger 1 107 meter över havet och antalet invånare är 372.
Terrängen runt Burón är huvudsakligen kuperad. Burón ligger nere i en dal. Runt Burón är det mycket glesbefolkat, med 5 invånare per kvadratkilometer. Närmaste större samhälle är Crémenes, 15,4 km sydväst om Burón. Trakten runt Burón består i huvudsak av gräsmarker.